# Dante's Peak
Dante's Peak (Un pueblo llamado Dante's Peak en España, Dante's Peak La furia de la montaña en Chile, La furia de la montaña en Venezuela, Argentina y Perú, El pico de Dante en el resto de Hispanoamérica) es una película de acción volcánica dirigida por Roger Donaldson, protagonizada por Pierce Brosnan y Linda Hamilton y estrenada el 7 de febrero de 1997 en Estados Unidos y el 4 de abril del mismo año en España.

## Argumento
La película tiene lugar en la localidad ficticia de Dante's Peak, Washington, al norte de la cordillera de las Cascadas y ligeramente basada en las erupciones reales de los volcanes St. Helens en 1980, el Nevado del Ruiz en 1985 y el Pinatubo de 1991.
La producción empieza con la erupción de un volcán del que no se especifica el nombre, localizado en Colombia, donde la prometida del Dr. Harry Dalton fallece cuando intentaban ser evacuados.
Tiempo después, el vulcanólogo Harry Dalton viaja al pequeño pueblo de Dante's Peak para investigar los episodios sísmicos en el área. Esperando encontrar algo diferente a los movimientos de rutina comunes en la región, Dalton se alarma cuando descubre evidencia del tipo de actividad que precede a una erupción catastrófica del volcán pico de Dante. Por lo que busca a Rachel Wando, alcaldesa del pueblo, para prevenirla del desastre. Juntos tienen una audiencia con los concejales, pero estos niegan el peligro debido a que recientemente Dante's Peak ha sido nombrado como el segundo mejor pueblo de menos de 20.000 habitantes para vivir de los Estados Unidos y una oleada de inversionistas tiene al pueblo en la mira para generar millonarios en recursos. Ante esto, Harry y Rachel deben enfrentarse a una evacuación de extrema urgencia porque el pico de Dante ha explotado antes del tiempo calculado.

## Reparto
- Pierce Brosnan como Dr. Harry Dalton
- Linda Hamilton como Alcaldesa Rachel Wando.
- Charles Hallahan como Dr. Paul Joseph "Paul" Dreyfus.
- Jamie Renée Smith como Lauren Wando.
- Jeremy Foley como Graham Wando.
- Elizabeth Hoffman como Abuela Ruthleen "Ruth".
- Grant Heslov como Gregory "Greg".
- Arabella Field como Nancy.
- Tzi Ma como Stanley "Stan".
- Bill Bolender como Sheriff Turner.
- Peter Jason as Norman Gates.
- Jeffrey L. Ward como Jack Collins.
- Kirk Trutner como Terry Furlong.
- Brian Reddy como Lester "Les" Worrell.
- Susie Spear como Karen Narlington.
- Walker Brandt como Marianne.

## Producción

### Guion
El guionista de la película, Leslie Bohem, cobró 1.250.000 de dólares por su guion. En cuanto al guion, el guion tiene claras inspiraciones del cine catastrofista de los años 70, sobre todo de la película Tiburón (1975), ya que esencialemente cuenta, como en la película anterior, la historia de un profesional que tiene razón sobre una futura catástrofe y a quien nadie le hace caso hasta que es demasiado tarde. La película esencialmente también se basa en los hechos que ocurrieron el 18 de mayo de 1980 cuando el volcán Santa Elena entró en erupción en el estado de Washington causando la muerte de 57 personas y daños por valor de 3.000 millones de dólares.

### Rodaje
La mayor parte de las tomas exteriores de la película fueron realizadas en Wallace, Idaho. Una vez hechas, fueron posteriormente incluidas digitalmente en las escenas mientras que las escenas del cráter fueron rodadas en el monte Santa Helena.
La película fue la segunda cinta de catástrofes volcánicas que se estrenó en 1997, junto con Volcano. Ambos títulos fueron rodados simultáneamente y mantuvieron una competencia feroz durante la preproducción, que llevó a que los mismos actores fueran tentados con sustanciosas cifras para que protagonizaran una de las dos producciones cinematográficas. A la hora del estreno Fox optó por postergar Volcano y dejar vía libre a esta película.

## Estrenos
| País                                                                          | Fecha de estreno              |
| ----------------------------------------------------------------------------- | ----------------------------- |
| Alemania                                                                      | Jueves 10 de abril de 1997    |
| Argentina                                                                     | Jueves 3 de abril de 1997     |
| Australia                                                                     | Jueves 27 de marzo de 1997    |
| Austria                                                                       | Viernes 11 de abril de 1997   |
| Bélgica                                                                       | Miércoles 2 de abril de 1997  |
| Belice · Costa Rica · El Salvador · Guatemala · Honduras · Nicaragua · Panamá | Viernes 21 de marzo de 1997   |
| Brasil                                                                        | Viernes 21 de marzo de 1997   |
| Bulgaria                                                                      | Viernes 30 de mayo de 1997    |
| Chile                                                                         | Jueves 17 de abril de 1997    |
| Colombia                                                                      | Viernes 21 de marzo de 1997   |
| Corea del Sur                                                                 | Sábado 22 de marzo de 1997    |
| Croacia                                                                       | Jueves 24 de abril de 1997    |
| Dinamarca                                                                     | Miércoles 16 de abril de 1997 |
| Ecuador                                                                       | Viernes 25 de abril de 1997   |
| Egipto                                                                        | Lunes 7 de julio de 1997      |
| Eslovenia                                                                     | Jueves 17 de abril de 1997    |
| España                                                                        | Viernes 4 de abril de 1997    |
| Estados Unidos · Canadá                                                       | Viernes 7 de febrero de 1997  |
| Filipinas                                                                     | Sábado 29 de marzo de 1997    |
| Finlandia                                                                     | Viernes 11 de abril de 1997   |
| Francia                                                                       | Miércoles 2 de abril de 1997  |

| País                         | Fecha de estreno              |
| ---------------------------- | ----------------------------- |
| Grecia                       | Viernes 9 de mayo de 1997     |
| Hong Kong                    | Miércoles 26 de marzo de 1997 |
| Hungría                      | Jueves 3 de abril de 1997     |
| India                        | Viernes 8 de agosto de 1997   |
| Indonesia                    | Martes 1 de abril de 1997     |
| Islandia                     | Viernes 16 de mayo de 1997    |
| Israel                       | Viernes 4 de abril de 1997    |
| Italia                       | Viernes 11 de abril de 1997   |
| Japón                        | Sábado 8 de marzo de 1997     |
| Líbano                       | Viernes 9 de mayo de 1997     |
| Malasia                      | Jueves 13 de marzo de 1997    |
| México                       | Viernes 14 de marzo de 1997   |
| Noruega                      | Viernes 2 de mayo de 1997     |
| Nueva Zelanda                | Jueves 10 de abril de 1997    |
| Países Bajos                 | Jueves 10 de abril de 1997    |
| Perú                         | Viernes 11 de abril de 1997   |
| Polonia                      | Viernes 11 de abril de 1997   |
| Portugal                     | Viernes 11 de abril de 1997   |
| Reino Unido Irlanda          | Viernes 28 de marzo de 1997   |
| República Checa · Eslovaquia | Jueves 17 de abril de 1997    |
| República Dominicana         | Miércoles 2 de abril de 1997  |
| Rumania                      | Viernes 9 de mayo de 1997     |
| Singapur                     | Jueves 13 de marzo de 1997    |
| Sudáfrica                    | Viernes 21 de marzo de 1997   |
| Suecia                       | Viernes 11 de abril de 1997   |
| Suiza                        | Viernes 18 de abril de 1997   |
| Tailandia                    | Viernes 4 de abril de 1997    |
| Taiwán                       | Sábado 22 de abril de 1997    |
| Turquía                      | Viernes 25 de abril de 1997   |
| Uruguay                      | Viernes 6 de junio de 1997    |
| Venezuela                    | Miércoles 9 de abril de 1997  |

## Recepción crítica y comercial
Las críticas recibidas fueron generalmente pobres, con un 29% de comentarios positivos, según la página de internet Rotten Tomatoes.
El rendimiento en taquilla fue mejor que el recibimiento crítico, recaudó más de 18 millones de dólares en su primer fin de semana de estreno en Estados Unidos para finalmente llegar a la cantidad de 67 millones. Sumando las recaudaciones internacionales la cifra final asciende a 178 millones, habiendo tenido un presupuesto de 116 millones de dólares. 